# Bogdan Stancu
Bogdan Sorin „Motanul“ Stancu (* 28. Juni 1987 in Pitești, Kreis Argeș) ist ein rumänischer Fußballspieler.

## Karriere

### Verein
Stancu, ein Stürmer, spielte ab der Saison 2008/2009 bei Steaua Bukarest, nachdem er schon seit 2005 für drei verschiedene Vereine in der obersten rumänischen Liga im Einsatz war. In der Winterpause 2010/2011 wechselte Stancu schließlich für 5 Millionen Euro zu Galatasaray Istanbul. Für die Saison 2011/12 spielte Stancu auf Leihbasis bei Orduspor. Zum Sommer 2012 wurde erst der Wechsel zum Erstliganeuling Kasımpaşa Istanbul bekanntgegeben. Dieser Wechsel kam aber doch nicht zustande.  Am 4. Juli 2012 wurde Stancu von Orduspor gegen die Zahlung einer Ablösesumme verpflichtet. In seiner zweiten Saison für Orduspor erzielte Stancu in 30 Ligaspielen 10 Tore. Diese Tore konnten den Abstieg Orduspors in die TFF 1. Lig nicht verhindern. Nach der Saison trennte sich Orduspor vom Stürmer. Zur Saison 2013/14 unterschrieb Stancu bei Gençlerbirliği Ankara einen Dreijahresvertrag. In den Saisons 2013/14 (28 Spiele, 13 Tore), 2014/15 (24 Spiele, 9 Tore) und 2015/16 (29 Spiele, 10 Tore) wurde Stancu jeweils als Stammspieler eingesetzt. Gençlerbirliği Ankara platzierte sich jeweils im Mittelfeld der Süper-Lig-Saisontabelle. Im Januar 2017 wechselte Stancu innerhalb der Liga zu Bursaspor. Nach zwei Jahren kehrte er zu dem in der Zwischenzeit in die TFF 1. Lig abgestiegenen Verein Gençlerbirliği zurück. Dort schoss er in 62 Ligaspielen 26 Tore und half dem Verein zur Rückkehr in die Süper Lig. Im Sommer 2022 unterschrieb er dann einen Vertrag beim Zweitliga-Aufsteiger Eyüpspor.

### Nationalmannschaft
Am 11. August 2010 bestritt Stancu sein erstes Spiel für die rumänische Fußballnationalmannschaft gegen die Türkei. Im Spiel gegen Albanien am 3. September desselben Jahres im Rahmen der Qualifikation zur Europameisterschaft 2012 gelang ihm sein erster Treffer. Seitdem war Stancu regelmäßig Teil der rumänischen Auswahl. Er wurde in den Qualifikationsspielen zur Weltmeisterschaft 2014 eingesetzt, scheiterte in den Relegationsspielen aber schließlich an der Auswahl Griechenlands (1:3, 1:1). Für die Europameisterschaft 2016 in Frankreich gelang Rumänien die Qualifikation. Stancu wurde daraufhin von Trainer Anghel Iordănescu in den rumänischen Endrundenkader berufen. Im Eröffnungsspiel gegen die französische Nationalmannschaft stand Stancu in der Startaufstellung und konnte per Strafstoß das zwischenzeitliche 1:1 markieren (Endstand: 1:2). Auch im zweiten Spiel verwandelte er einen Elfmeter zum 1:0, das der Gegner Schweiz noch ausglich. Er schoss die einzigen beiden Tore Rumäniens und nachdem sein drittes Spiel mit einer Niederlage gegen Albanien endete, schied das Team aus. Im Februar 2018 erklärte Stancu seinen Rücktritt aus der Nationalmannschaft.

## Erfolge
- Rumänischer Pokalsieger: 2011